# Xarxa Europea d'Igualtat Lingüística
La Xarxa Europea d'Igualtat Lingüística (ELEN, per les seues sigles en anglès) és una organització internacional no governamental activa a nivell europeu que treballa per a protegir i promoure les llengües minoritàries, llengües en perill d'extinció, llengües cooficials i llengües de les nacions sense estat.
ELEN es va formar després del tancament el 2010 de l'Oficina Europea de Llengües Menys Minoritàries, una organització no governamental amb objectius similars fundada el 1982.

## Labor
Els objectius i el treball d'ELEN s'engloben en diferents tipus d'intervenció:
- Treball com a lobby dirigit a les principals organitzacions internacionals implicades en la defensa dels drets humans i col·lectius: Nacions Unides, Consell d'Europa i Unió Europea.[2] ELEN es presenta com la veu de les minories menys audibles, en particular fent demandes concretes a òrgans electes com el Parlament Europeu. També duu a terme accions a nivell local, per exemple, implicant-se en la campanya nacional a favor de la ratificació de la Carta europea de les llengües regionals o minoritàries a l'Estat francès,[3] denunciant l'actitud del govern espanyol envers les minories no hispanoparlants,[4][5] o associant-se a les inquietuds dels defensors de les llengües minoritàries arran de la sortida del Regne Unit de la Unió Europea.[6][7][8][9]
- Empresa i participació en projectes de seguiment i acció sobre les llengües minoritàries.

ELEN ha contribuït notablement a la posada en marxa del Protocol per a la Garantia dels Drets Lingüístics de Sant Sebastià, que enumera mesures concretes per a garantir el respecte dels drets lingüístics a Europa, així com al Projecte Digital de Diversitat Lingüística, un pla de creació i intercanvi de continguts digitals utilitzant llengües minoritàries.